# Gienierał Aleksiejew
„Gienierał Aleksiejew” (ros. Бронепоезд „Генерал Алексеев”) – lekki pociąg pancerny białych podczas wojny domowej w Rosji.
Był jednym z pierwszych pociągów pancernych Armii Ochotniczej. Został utworzony 1 lipca 1918 r. w stanicy Tichorieckaja, jednym z największych węzłów kolejowych na północnym Kaukazie. Zbudowano go ze zdobytych opancerzonych platform kolejowych. Był uzbrojony w 1 działo. Dowódcą został płk Striemouchow. Pociąg początkowo występował jako 1 Pociąg Opancerzony. W lipcu brał udział w ataku na stacje Sosyka i Kuszczewka. Na przełomie sierpnia i września 1918 r. uczestniczył w natarciu na Armawir, a po jego zdobyciu przejechał na linię kolejową Armawir-Tuapse. 6 września w nocy podczas ataku na stację Kurgannaja zderzył się z pociągiem pancernym „Dmitrij Donskoj”, w wyniku czego został unieruchomiony i przejęty przez żołnierzy bolszewickich. Pod koniec września w stanicy Tichorieckaja został odtworzony. Tym razem był uzbrojony w 3 działa. Nowym dowódcą został płk Zielieniecki. Pociąg odjechał na stację Torgowaja na linii kolejowej stanica Tichorieckaja-Carycyn. W II poł. października 1918 r. wraz z pociągiem pancernym „Jedinaja Rossija” brał udział w natarciu na Stawropol. Następnie przeniesiono go na linię kolejową Armawir-Niewinnomysskaja. W styczniu 1919 r. nazwano go imieniem gen. Michaiła W. Aleksiejewa. W lutym tego roku dowódcą został płk Szamow. Brak wiadomości o późniejszych działaniach bojowych pociągu. Na pocz. 1920 r. działał na Kubaniu. W marcu tego roku jego 70-osobowa załoga została ewakuowana na Krym, a pociąg zostawiono prawdopodobnie pod Noworosyjskiem.